# Copelatus instriatus
Copelatus instriatus är en skalbaggsart som beskrevs av Zimmermann 1921. Copelatus instriatus ingår i släktet Copelatus och familjen dykare. Inga underarter finns listade i Catalogue of Life.